# HMS Hind (U39)
Pour les autres navires du même nom, voir HMS Hind.
Le HMS Hind est un sloop britannique, de la classe Black Swan modifiée, qui participa aux opérations navales contre la Kriegsmarine (marine Allemande) pendant la Seconde Guerre mondiale.

## Construction et conception
Le Hind est commandé le 11 février 1942 dans le cadre de programmation de 1941 pour le chantier naval de William Denny and Brothers à Dumbarton en Écosse. La pose de la quille est effectuée le 31 août 1942, le Hind est lancé le 30 septembre 1943 et mis en service le 11 avril 1944.
Il a été adopté par les communautés civiles de Tadcaster dans le North Riding of Yorkshire, dans le cadre de la Warship Week (semaine des navires de guerre) en 1942.
Les sloops de la classe Black Swan ont fait l'objet de nombreuses modifications au cours du processus de construction, à tel point que la conception a été révisée, les navires ultérieurs (du programme de 1941 et suivants) étant décrits comme la classe Black Swan modifiée. Bien que Wren ait été fixé selon la conception originale, elle a été achevée plus tard que certains des navires de classe modifiés, et avec les modifications apportées lors de sa construction, il était impossible de les distinguer des navires modifiés de Black Swan .
La classe Black Swan modifiée était une version élargie et mieux armée pour la lutte anti-sous-marine de la classe Black Swan, elle-même dérivée des sloops antérieurs de la classe Egret. L'armement principal se composait de six canons antiaériens QF 4 pouces Mk XVI dans trois tourelles jumelles, de 6 Canons jumelés de 20 mm Oerlikon Anti-aérien, de 4 canons de 40 mm pom-pom. L'armement anti-sous-marin se composait de lanceurs de charges de profondeur avec 110 charges de profondeur transportées. Il était aussi équipé d'un mortier Hedgehog anti-sous-marin pour lancer en avant ainsi qu'un équipement radar pour le radar d'alerte de surface type 272, et le radar de contrôle de tir type 285,.

## Historique
Le Hind rejoint le Western Approaches Command en avril 1944, et après sa prise en main à Tobermory, il est désigné pour l'appui des débarquements alliés en Normandie.
En mai 1944, il participe aux exercices préliminaires de l'opération Neptune avec les navires de la Force G et est affecté au déploiement avec le groupe d'escorte 112 lors des débarquements de juin 1944.
Libéré de l'opération Neptune, il est retenu dans la Manche pour des fonctions d'escorte au Plymouth Command, puis rejoint la Eastern Fleet (flotte d'Extrême-Orient) et est déployé pour la défense des convois dans l'océan Indien et le Golfe persique de novembre 1944 jusqu'à la fin de la guerre.
Le Hind rejoint la British Pacific Fleet (flotte du Pacifique britannique) à Hong Kong en septembre 1945 et est déployé pour des patrouilles et pour le soutien aux opérations de rapatriement.
Il est transféré à la 32e Flottille d'escorte à la fin de l'année et part subir des réparations et améliorations à Brisbane en février 1946.
Ce navire rejoint sa flottille à la fin des travaux, puis rejoint plus tard la 1ere Flottille d'escorte.
Lorsque la flotte d'Extrême-Orient remplace la flotte du Pacifique britannique en 1949, cette flottille est renommée 3e flottille de frégate. Le navire reste en Extrême-Orient jusqu'en 1951, date à laquelle il quitté la Station pour retourner au Royaume-Uni.
À son arrivée, il est libéré du service actif et réduit au statut de réserve à Portsmouth. En 1951, il est affecté à la sous-division de la flotte de réserve à Hartlepool. Inscrit sur la liste des démolitions en 1957, il est vendu à BISCO pour démantèlement par Clayton et Davie à Dunston on Tyne et arrive au chantier du démolisseur le 10 décembre 1959.